# 空降獵兵
空降獵兵（發音：[ˈfalʃɪʁmˌjɛːɡɐ] ⓘ）是德國傘兵規模最大的一支部隊，其「獵兵」原是獵人之意，至普魯士時期也指輕步兵部隊。空降獵兵成立於1935年，隸屬空軍，德國元首希特勒撕毀凡爾賽條約後，在德國空軍一級上將克特·司徒登擴建培訓下，建立數個師級的傘兵部隊，參加了之後爆發的第二次世界大戰，大戰期間，盟軍將德國的空降獵兵稱為綠色惡魔（Green Devils）。空降獵兵曾進行數次空降作戰，直到1941年的克里特島戰役，由於損失過大，希特勒下令禁止再進行大型的空降作戰，從此之後，德國傘兵在大戰中主要作為精銳地面部隊使用，還有進行幾次小規模的空降行動。
在克里特島戰役後，空降獵兵曾在希臘王國克里特島的孔多馬里村屠殺了至少23名村民，史稱孔多馬里村屠殺，屠殺孔多馬里村後的第二天，空降獵兵又在指揮官司徒登的命令下屠殺並毀滅了坎達諾斯村；此外在1943至1945年期間，德國第1空降獵兵師的成員在義大利犯下了別多蘭西埃里村屠殺等一系列的戰爭罪行。
納粹德國除了空降獵兵外，陸軍和武裝親衛隊皆有小規模的傘兵部隊，隸屬單位不同。戰後，納粹德國瓦解，東德的國家人民軍和西德聯邦國防軍皆各自擁有小型傘兵部隊；至兩德統一後的現代，德國擁有1個旅級的傘兵部隊。

## 歷史

### 成立背景
德國建立傘兵部隊的概念源於第一次世界大戰後；1920年代，美國的威廉·米切尔准將曾提出自空中將士兵投入戰場部署的概念並在法國演習過，然而美軍高層對他的想法抱以懷疑，尤其是在後勤與物資的問題上 ；當時最早注意到傘兵潛在價值的是義大利和蘇聯 ，由於義大利在1920年代發明了固定拉繩式傘袋（static-line parachute），大大提昇空投傘兵的戰術價值，使得傘兵在低海拔地空降時，降低在敵人砲火下的損傷和集中在更密集的空降地區。
蘇聯則是第一個公開展示傘兵價值的國家，在1935年到1936年期間進行了一系列的軍事演習；雖然技術有些生疏（早期蘇聯的空降軍部隊必須自運輸機TB-3的頂部出口離艙，爬到機翼上再跳下傘降），蘇聯還是勉強進行了1000名士兵的傘降演習。之後，傘兵單位開始於各國創設並嘗試搭配傳統步兵的重型機槍和輕型火砲，而德國當時也有將領前往外國作為考察員（其中一名是赫爾曼·戈林），蘇聯的演習使德國官兵印象深刻（特別是戈林），獲得機動戰的新式想法，並在本國開始訓練小型的跳傘戰鬥部隊。
到了1935年納粹黨獲得政治大權後，成為普魯士總理兼內政部長的戈林下令成立一支特別警察單位，由警察少校瓦爾勒·威克（Walther Wecke）指揮，威克少校在短短2天時間里就集結400名保安警察和14名軍官，成立威克警察隊（Polizeiabteilung zbV Wecke），專門保護納粹黨黨員和打擊國內共產黨份子；7月17日，威克警察隊改名作威克地方警備隊（Landespolizeigruppe Wecke z.b.V.），成為德國的第一支地方警備隊；12月22日，又被改名作戈林地方警備隊（Landespolizeigruppe General Göring），該單位之後在戈林的文職副手弗里希·傑科比（Friedrich Jakoby）指揮下進行了改名後兩年的常規警務工作，但戈林本意是產生一支能和德意志國防軍媲美的戰鬥單位。
1935年春季，戈林將戈林地方警備隊轉為德國第一個專職的空降部隊，並於4月1日將其取名作戈林將軍團（Regiment General Göring，RGG）（附帶一提，希特勒不久前才在3月16日開放徵兵制），他將其視為自己的子弟兵，於10月1日納入了新生的德國空軍中，並在同年於阿爾登格拉博（Altengrabow）地區設立臨時訓練場，招募志願者和培訓，德國有了第一支的德國第1傘降步兵營（1st Parachute Rifle Battalion），這支傘兵營的第一批成員未來會成為德國空降部隊的重要幹部。1936年1月29日，德國傘兵部隊正式成立。

### 建軍和訓練

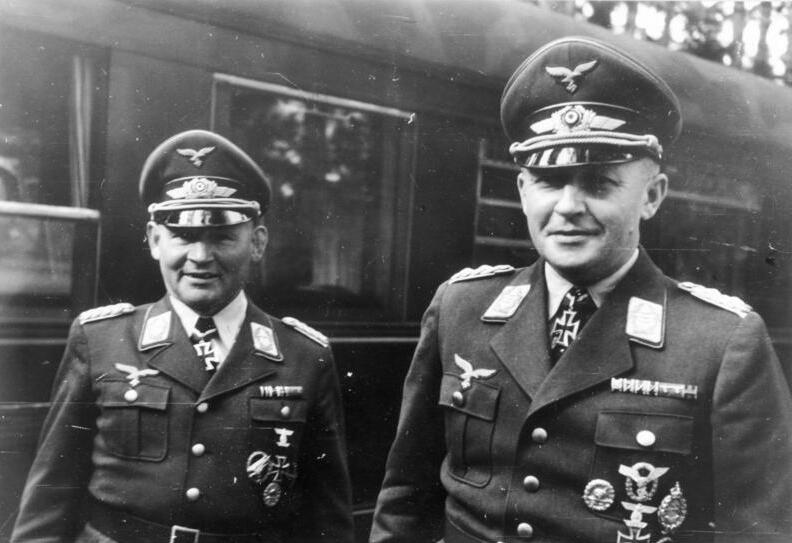
空降獵兵總指揮克特·司徒登（右）與空降獵兵師長雷姆克

即便凡爾賽條約中規定不得擁有空軍，但德國仍常以建立民用航空公司或娛樂為理由來建設機場、製造飛機，隨著希特勒的擴軍和1935年3月撕毀條約，其限制便已消失，德國開始組建空軍部隊；1936年2月，德國空軍於施滕达尔-伯斯泰爾（Stendal-Bostel）機場設立了傘兵訓練學校，由第1傘降步兵營營長—布魯諾·布羅依爾少校負責統籌所有訓練和編組人員的事務，巴辛格（Gerhard Bassenge）少校則負責空降戰術的研發；自1936年11月5日起，傘兵訓練所規定所有士兵必須要跳傘6次以上才能獲得德國空軍的傘兵軍徽，並且要作2個月的嚴格訓練（1個月為體能訓練，1個月為跳傘訓練）。1938年，空軍少將克特·司徒登受命擔任空降部隊總監，負責接管和訓練德國傘兵，接管德國第一支的正規傘兵師—第7空降獵兵師（由3個團組成），司徒登和副手崔特那（Heinrich Trettner）整合空軍與陸軍的戰術和訓練、灌輸傘兵部隊對自身的榮譽感，在1939年4月20日—希特勒生日時，於柏林正式校閱。在大戰前夕的1938年，德國企圖以武力兼併捷克斯洛伐克的蘇台德地區時，司徒登就已接到可能要以空降部隊協同作戰的指令；在發起行動前一刻，英法領導人與德國談判，希特勒兵不血刃的獲得了蘇台德的領土。然而，即使這次作戰行動取消，司徒登還是進行了一場動用250架飛機的空降演習。

### 第二次世界大戰

#### 西線

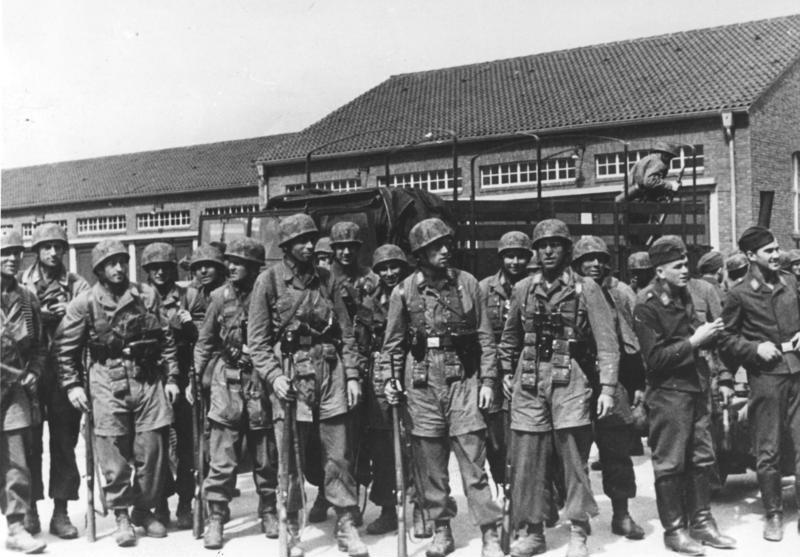
參加奪取埃本-埃馬爾要塞的空降獵兵

1939年9月，德國入侵波蘭，第二次世界大戰爆發。在波蘭戰役中，德國傘兵原預計要佔領维斯瓦河的橋樑，卻因為德軍閃電戰快速攻下而未施行，但之後又被派出前往佔領周圍的機場，這時還未進行正規的空降行動，僅有小型的地面戰鬥。1940年，德軍發起威瑟演習作戰，進攻挪威與丹麥，這是首次將傘兵空降運用的戰鬥，主要負責攻下機場和大橋。空降獵兵在丹麥遭受的抵抗極小，但在挪威因為惡劣天氣、人員訓練和經驗不足，受到一些損失。1940年，西線假戰結束，德軍發起春季攻勢，入侵法國和低地國家。傘兵身負重要任務：奪取荷蘭的橋樑、機場、佔領海牙的司令部和攻下比利時的要塞與橋樑，特別是埃本-埃馬爾要塞（Eben Emael）。在比利時作戰時，為了攻取埃馬爾要塞，空降獵兵軍團還另編制一個分隊—柯赫空降獵兵突擊群（Sturmateilung Koch），名字來自於該部隊的指揮官瓦爾特·柯赫（Walter Koch），之後以極少數人力，以機動奇襲方式突擊各地目標，充分發揮爆破訓練、小型武器和空中支援的成果，以20多人傷亡的代價，破壞了整個艾美爾要塞的機能。在進攻荷蘭的行動中，空降獵兵的目標還多了機場，在5月10日海牙戰役開始，起初以迅速的空降行動佔領不少目標，但隨之荷軍投入裝甲部隊、戰鬥機和大批援軍反擊，德國傘兵的傷亡開始增加，之後攻擊海牙司令部的計畫跟著取消，第22空降師也損失不少運輸機和人員，對日後的海獅計畫有不良影響。法國陷落後，第7航空師（即後來的第1空降獵兵師）和第22空降師原要作為海獅計畫中，佔領英國機場的行動，而其後入侵英國的計畫流產，他們的作戰也不了了之。

#### 克里特島

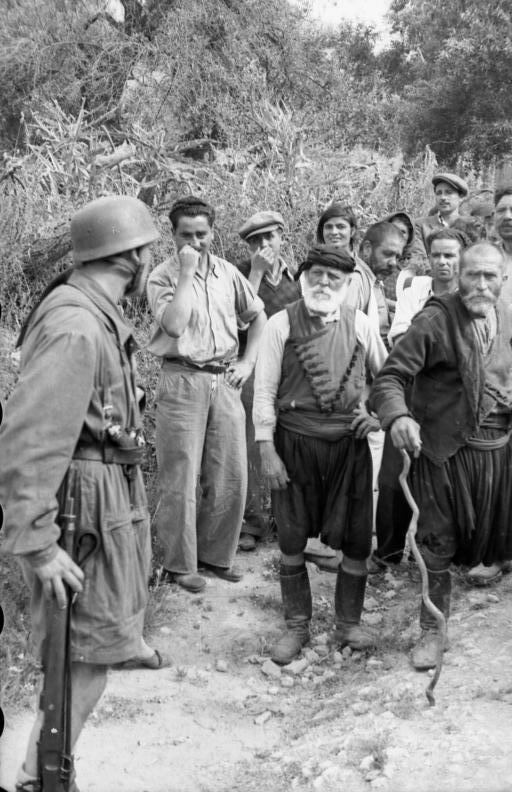
與空降獵兵軍人對抗的希臘克里特島孔多馬里村村民。

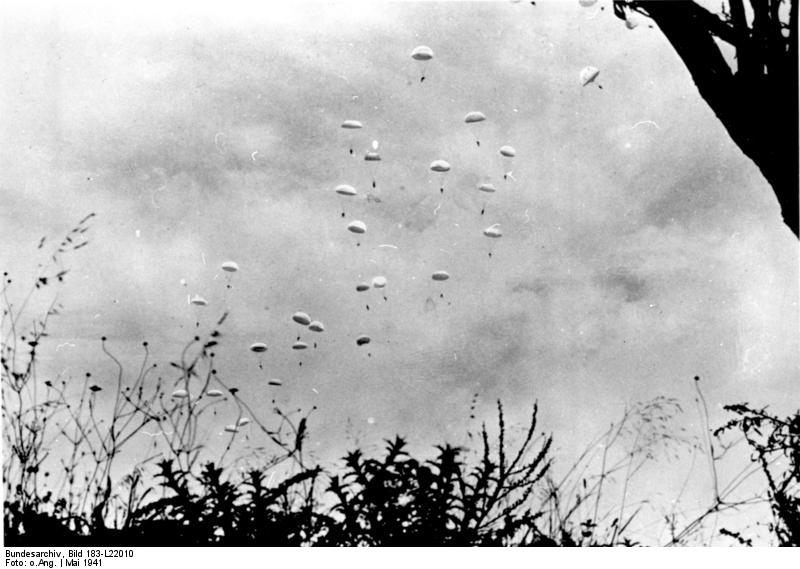
克里特島的空降行動

1941年墨索里尼擅自入侵希臘，引發希義戰爭，但損失慘重，希特勒不得不移師南下搭救，除了希臘本土外，也要佔領地中海的克里特島以防止盟軍轟炸機轟炸羅馬尼亞的普洛耶什蒂油田。在德軍獲得主要勝利後，盟軍開始撤退，而空降獵兵部隊則被賦予佔領克里特島的任務，代號「水星行動」，作戰分為4階段：先拿下馬勒美機場和卡尼亞，再佔領里塔農和荷拉隆的機場；但在進攻前夕，盟軍卻已經截獲德軍密碼，加強防備和部署，德軍也錯估島上的高射砲數量和守軍能力，認為英軍已將其精銳移師埃及。5月20日，在第一波的空降突擊團空降著陸後，馬上遭到盟軍猛烈的攻擊，損失極為慘重，還有各連分散的情況。奪取馬勒美機場的任務已失敗，在雅典的指揮部甚至想過要不要取消行動，但司徒登不贊同。在盟軍對空降獵兵進行首次攻擊後，沒有追擊而到7小時候才開始反攻，但德軍已做好準備，而與其接戰的紐西蘭部隊則在當晚就撤退了。德軍後來紛紛攻佔各機場，援軍不斷到來，之後雖還有與盟軍接戰時遭受壓倒性火力的損失，但因英軍開始撤退，德軍最後仍佔領了全島。在這場行動中，德軍共動員22000名傘兵進攻克里特島，卻在9天內陣亡3250人，3400人受傷；盟軍則是2500人陣亡，超過10000人被俘。希特勒對司徒登說：「傘兵部隊的時光已經結束」，認為其奇襲優勢在克里特島中已被反制，沒有再空降作戰的理由了。相對的，盟軍自此時看到空降作戰的潛力，開始研究與培訓自己的傘兵部隊。
在克里特島戰役期間，納粹德国伞兵部队空降獵兵的指揮官司徒登曾下令處決阿力基亞諾斯村民眾；而在克里特島戰役後，1941年6月2日空降獵兵在司徒登的命令下，在克里特島的孔多馬里村屠殺了至少23名村民，史稱孔多馬里村屠殺，一些史料認為多達60名村民遭到空降獵兵屠戮。屠殺孔多馬里村後的第二天，空降獵兵又在指揮官司徒登的命令下屠殺並毀滅了坎達諾斯村。據估計有約180名平民死於毀滅坎達諾斯村的行動中，其中包括婦女及兒童，同時坎達諾斯村的所有家畜也都遭到空降獵兵的屠殺。

#### 陸上作戰

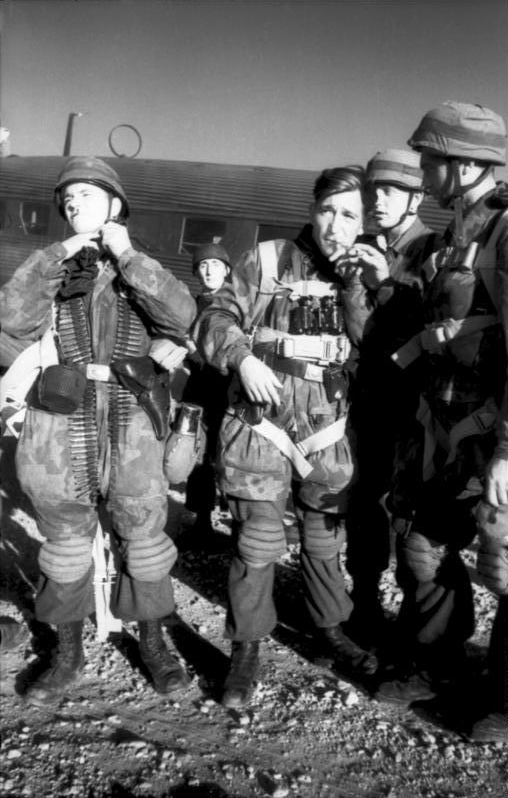
1943年12月11日，位於希臘的空降獵兵

克里克島後，空降獵兵先後被轉調各個戰場，成為軍隊中的精英步兵。在北非戰場，編為非洲軍團與義大利軍和英軍作戰也是表現傑出，雖然因為自身的精英意識要求特殊待遇讓指揮官隆美爾頗有言詞，但他也不否認他們的英勇；也因為隆美爾在北非持續進攻，而補給物資持續被馬爾他的英國空軍和艦隊擊沉，墨索里尼便向希特勒要求佔領該地。希特勒原本預計部屬第一空降獵兵師於7月去執行，代號：大力士行動（Operation Herkules），但之後因為隆美爾之後戰鬥奪取大量英軍補給品、希特勒認為德軍花太多物資在北非戰線和先前對空降獵兵的質疑等諸多原因，作戰被取消了。
在東線，傘兵常與德軍裝甲部隊協同作戰，曾在北方集團軍、史達林格勒戰役和庫斯克會戰等大型戰役中戰鬥，其後又作為即將崩潰的防線「救火隊」，承受著極大的傷亡與消耗。在盟軍進攻義大利王國時也扮演重要的防禦角色，在蒙特卡西諾戰役中以消耗戰重挫盟軍的進攻。

#### 特種行動
隨著盟軍逐漸接近意大利本土，意大利國內的墨索里尼於1943年7月失勢下台，被軟禁於大薩索峰。希特勒需要墨索里尼替他控制義大利北部的意大利社會共和國。他要求傘兵部隊將他救出，司徒登制定計畫，代號「橡樹行動」，由空降獵兵和奧托·斯科爾茲內為首的一些武裝親衛隊人員執行作戰。1943年9月12日行動，在不開槍的情況下迅速解除了義軍守兵的武裝，救出墨索里尼，整個過程僅幾分鐘。作戰雖然成功，卻在授予頒獎與宣傳時焦點著重於武裝親衛隊，司徒登外的空降獵兵人員則幾乎被忽略。橡樹行動是空降獵兵的代表性特種作戰，其他還有打擊狄托南斯拉夫游擊隊的行動—跳馬行動。
德國第一空降獵兵師的成員在1943至1945間，在義大利犯下了一系列的戰爭罪行，像是在1943年11月21日時，第一空降獵兵師的成員曾在義大利阿布鲁佐大區羅卡拉索的分区皮耶特蘭謝里村的村民拒絕離開後，在當地對村民實行屠殺。在這場屠殺中，手無寸鐵的村民被集中起來，並遭第一空降獵兵師成員以槍炮和爆裂物等屠殺，事後第一空降獵兵師放火燒毀了村莊的農場，史稱皮耶特蘭謝里村屠殺。有128名村民死於別多蘭西埃里村屠殺，受害者多數都是婦女與小孩。根據一個由德國聯邦政府資助、由歷史學家領導的計畫《納粹與法西斯在義大利的屠殺一覽圖》（Atlante delle Stragi Naziste e Fasciste in Italia）的研究顯示，至少有將近四百名義大利平民在戰爭結束時遭德國第一空降獵兵師殺害。

#### 戰爭末期
盟軍諾曼底登陸反攻時，曾與空降獵兵守軍進行過戰鬥，登陸後發起的市場花園行動則約有數千名空降獵兵防禦盟軍空降的進攻，司徒登在指揮作戰時曾對參謀說道：「要是我有這些資源的話……」，對司徒登來說這種戰鬥形式是他一直希望達到的，而以前他總是在想如何以傘兵對付地面部隊，現在則是剛好相反，他用水來對付盟軍的傘降又一直是他從前所希望克服的，在莫德爾的指揮作戰下，造成盟軍在西線反攻戰事裡最大的挫敗。在希特勒組織最後的軍力進行反攻作戰—守望萊茵作戰中，德國傘兵進行了最後一次的空降作戰—史塔塞行動（Operation Stösser），但由於天氣差、傘降範圍過大，從正規作戰轉為游擊戰，而也有部份空降獵兵同派普的戰鬥群進行戰鬥，起初進展不錯，在天氣轉好後盟軍開始進行空中轟炸，德軍蒙受大量損失後撤退，第5空降獵兵師、第3空降獵兵師則先後覆滅。到了最後的德國保衛戰，空降獵兵仍為防守的主力之一，但質素以大不如前。到德國投降時仍有少數在阿爾卑斯山附近戰鬥。

## 二戰時的裝備

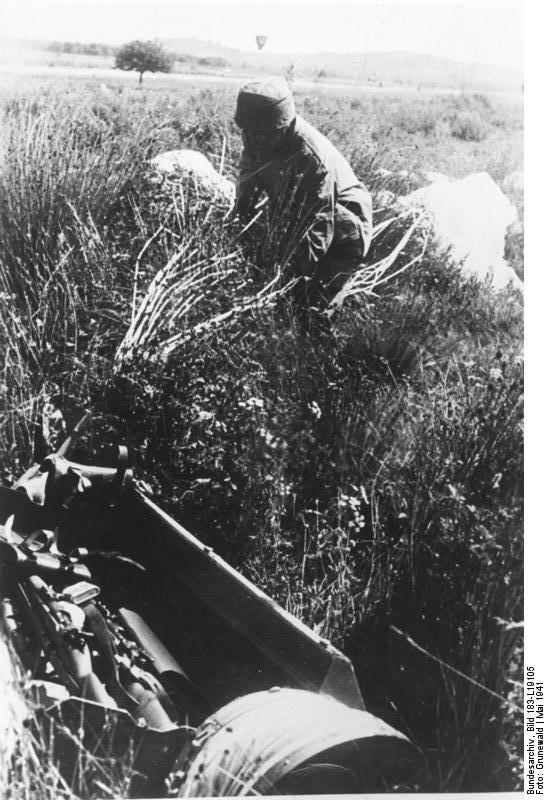
克里特島戰役中，一名傘兵在著陸後趕緊去取得武器箱內的武器。

傘兵在陸上戰鬥使用的武器基本上與國防軍無異，但因為戈林影響力的緣故，經常是使用德軍最精良的武器。傘兵為進行空降任務時為了便利，裝備有小幅改良。

### 鋼盔
鋼盔和陸軍基本上相同，但少了盔緣，以及增加了一條下顎帶和內部增加襯墊。

### 著裝
傘兵為減少傷害，會穿著護肘與護膝進行著陸，戰鬥服外常會搭一件防水布大衣，褲子口袋則裝有重力刀（Gravity knife），能迅速切斷傘繩。

### 降落傘與彈藥補給
為了能在缺乏補給的情勢下持續戰鬥，傘兵有著特製的彈藥袋，足以攜帶100發毛瑟Kar98k的子彈。初期傘兵使用的降落傘為RZ-1，戰爭開始則是用RZ-16，逐次改良降落姿勢、搖晃、靈活性等問題，使得人事傷亡日益減少。執行空降任務時，傘兵的武器都是集中放置於額外空投武器箱中，43人的傘兵排約要有14個武器箱供應補給與火力，傘兵在空降後到打開武器箱取用武器這段期間是最為脆弱的時機，毫無反擊能力。

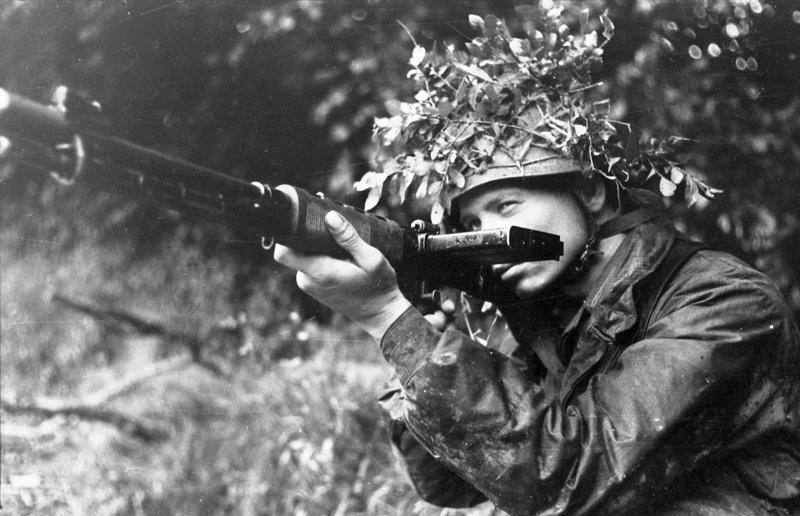
使用FG42的德國傘兵

### 武器
經常使用的如Kar98k步槍（有作輕便改裝）和MP40冲锋枪（主要依賴的突擊火力），以及隨身攜帶的魯格P08手槍，其後又有傘兵專用的FG42伞兵步枪（從1943年開始部署使用，在當時算是非常先進的武器），為傘兵的輕型裝備提供了重火力。傘兵也有使用輕便型的迫擊砲，在進行部署時能給予傳統火力支援；反坦克武器方面，基本上也使用反坦克榴彈發射器（Panzerfaust）、反坦克步槍和坦克杀手（Panzerschreck），以及使用大量的無後座力砲，棒型手榴彈。

## 10項戒律
盟軍從1名於希臘戰場上擄獲的德國傘兵身上取得1份文件，內容主要為身為精英份子的訓令和主體思想，被稱為10項戒律（Ten Commandments）：
- 你是德軍中的精英，對你來說任何戰鬥都應能上場，並使自己經得起任何考驗。
- 培養真切的袍澤情誼，與他們一起歡慶勝利或面對死亡。
- 內斂你的言談，男人只要行動，女人才要嘮叨，而嘮叨只會令你進墳墓。
- 冷靜、謹慎、活力、決心與一個狂熱的攻勢精神會使你進攻時占盡優勢。
- 彈藥是面對敵人時最寶貴的東西，對敵人開火而無用者只是一個懦夫，沒資格配有傘兵的頭銜。
- 絕不投降，你的榮譽僅繫於勝利或死亡。
- 使用精良的武器才能確保你的成功，保養你的武器為你的最高原則，其次才是照料你自己。
- 你必須充分了解每一個任務，以便領隊倒下後自己能冷靜而謹慎的完成。
- 以騎士精神和正直的敵人戰鬥，對付雜兵則不用對其仁慈。
- 保持你寬廣的視野，將自己調為最佳狀態，如獵犬般靈活，如皮革般強韌，如克虜伯鋼鐵般堅硬，你應是德國軍人的表率。

## 二戰部隊單位
以下為二次大戰編制的空降獵兵單位：

### 大規模部隊
- 第1空降軍團（Erste Fallschirmjägerarmee）
- 空降獵兵軍
  - 第1空降獵兵軍（I. Fallschirmjägerkorps）
  - 第2空降獵兵軍（II. Fallschirmjägerkorps）

### 空降獵兵師
- 第1空降獵兵師（1.Fallschirmjägerdivision）
- 第2空降獵兵師（2.Fallschirmjägerdivision）
- 第3空降獵兵師（3.Fallschirmjägerdivision）
- 第4空降獵兵師（4.Fallschirmjägerdivision）其中有義大利傘兵組成，在安濟奧被殲滅
- 第5空降獵兵師（5.Fallschirmjägerdivision）
- 第6空降獵兵師（6.Fallschirmjägerdivision）
- 第7空降獵兵師（7.Fallschirmjägerdivision）
- 第8空降獵兵師（8.Fallschirmjägerdivision）
- 第9空降獵兵師（9.Fallschirmjägerdivision）
- 第10空降獵兵師（10.Fallschirmjägerdivision）
- 第11空降獵兵師（11.Fallschirmjägerdivision）未完成編制
- 第20空降獵兵師（20.Fallschirmjägerdivision）未完成編制
- 第21空降獵兵師（21.Fallschirmjägerdivision）未完成編制
- 空降獵兵訓練・補充師（Fallschirmjäger-Ausbildungs-und-Ersatz-Division）

#### 旅和連
- 雷姆克空降獵兵旅
- 空降突撃連（Luftlande-Sturm-Regiment）
- 巴瑞信連隊（Luftwaffen-Regiment Barenthin）
- 空降突撃砲旅：裝備三號突擊炮與四號突擊炮的部隊
  - 第11空降突撃砲旅（Fallschirm-Sturmgeschütz-Brigade XI）
  - 第12空降突撃砲旅（Fallschirm-Sturmgeschütz-Brigade XII）

- 空降獵兵教導連（Fallschirmjäger-Lehr-Regiment）
- 空降獵兵連隊 z.b.v.（Fallschirmjäger-Regiment z.b.v.）
- 霍伯纳空降獵兵連（Fallschirmjäger-Regiment Hübner）

### 其他傘兵部隊
- 武裝親衛隊
  - 第500SS空降獵兵營（500. SS-Fallschirmjägerbatallion）
  - 第600SS空降獵兵營（600. SS-Fallschirmjägerbatallion）
- 陸軍
  - 重裝空降歩兵營（Schweres-Fallschirm-Infanterie Battalion）
  - 布蘭登堡連（Brandenburg Regiment）
  - 德國第22空運步兵師（22.Luftlande-Infanterie-Division）
  - 德國第91空運步兵師（91.Luftlande-Infanterie-Division）
空運步兵師：不跳傘而以運輸機進行快速降落部署行動的部隊。

另外，戈林有另外以飛機地勤人員組成數個空軍野戰師，與空降獵兵不同，其戰鬥質素多為貧弱。

## 二戰戰後

### 德意志聯邦共和國

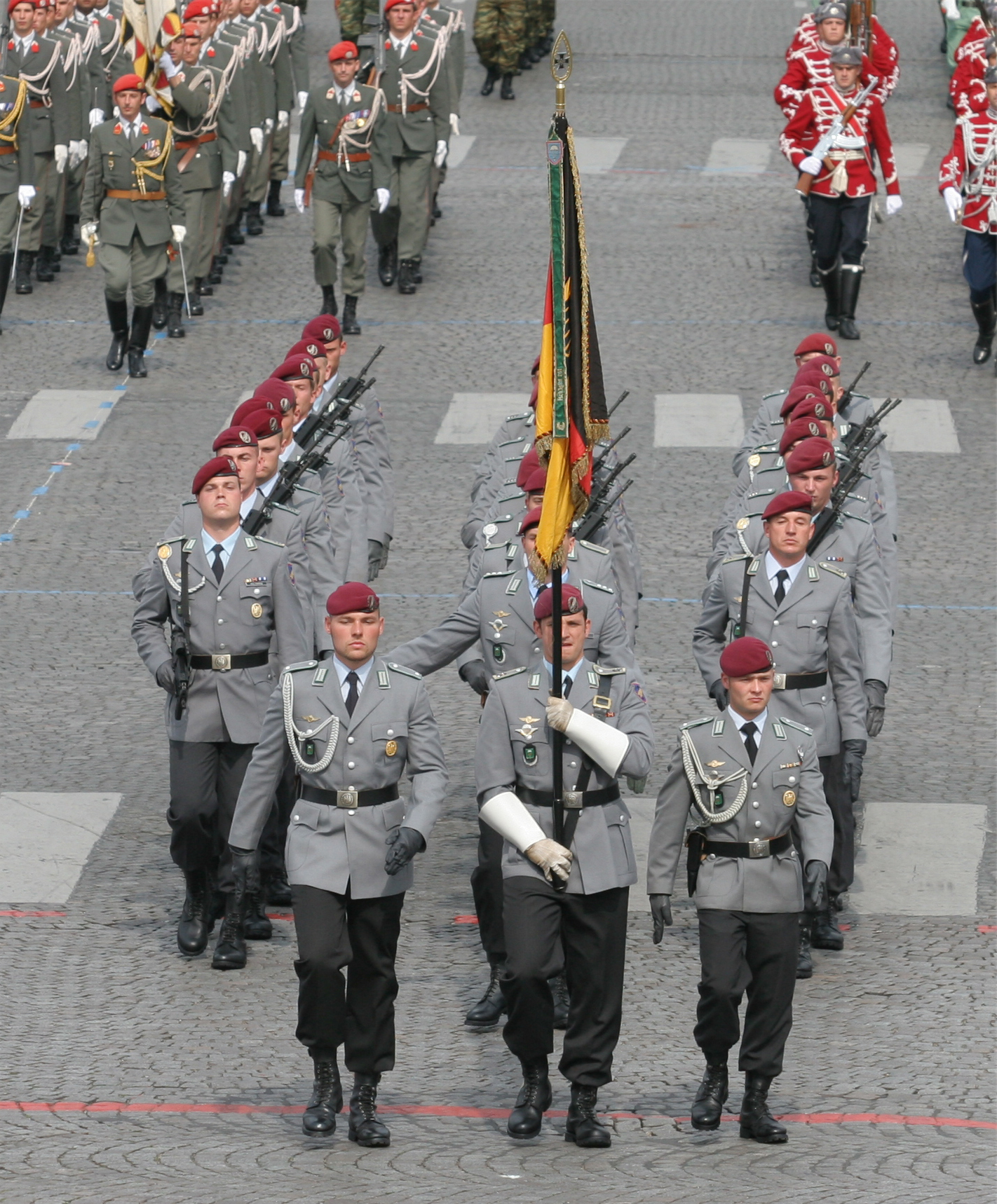
2007年7月14日，德意志聯邦共和國的第26空降旅在巴黎香榭麗舍大街遊行

在現代的德國聯邦國防軍中空降獵兵配屬為陸軍，被編制以特種任務為中心的軍事單位。在冷战时期，联邦国防军一直维持着一个空降师（第1空降师）3个空降旅（第25、26、27）规模的空降部队，每旅下辖4个空降猎兵营（其中一个为预备役），每个西德军掌握1个空降旅；两德统一后空降师改组为特种作战师，下辖2个空降旅（第26和第31），每旅下辖2个空降猎兵营；在2012年德军又一次改革后两个空降旅合并为一个（第26），旅下为2个空降猎兵团。現在編制如下：
- 特種作戰師
  - 指揮本部（部署於施塔特阿倫多夫）
  - 第300軍樂隊（科布倫茨）
  - 第26空降旅（勒巴赫）
    - 指揮本部（勒巴赫）
    - 第310空降偵察連（塞多夫）
    - 第270空降工兵連（塞多夫）
    - 第31空降猎兵团（塞多夫）
    - 第263空降獵兵团（茨韦布吕肯）

  - 特种作战指挥部（卡尔夫）
    - 第10运输直升机团（法斯堡）
    - 第30运输直升机团（下施泰滕）
    - 第36攻击直升机团（弗里茨拉尔）

### 德意志民主共和國
- 第40空降獵兵“威利·桑格”營是東德國家人民軍唯一正規的空降單位，隸屬於國家人民軍陸軍。該營與空降突擊訓練學校皆位於呂根島的普羅拉（1961年-1982年）和鄰近的波茨坦（1982年-1990年）。據官方說法，該營為國家人民軍的一個輕步兵空降單位，但實際上它比較類似於美軍的特種作戰單位，在任務上通常會分割為5到6個連隊來執行。
- 除此之外，“費利克斯·捷爾任斯基”團（德語：Wachregiment Feliks E. Dzierzynski）的偵查連也是一個機動傘兵訓練單位。

### 引用
1. ↑  Green Devils: German Paratroopers 1939-1945 By Jean-Yves Nasse, W. Muhlberger, G. Schubert, Jean-Pierre Villaume,
2. 1 2  Ailsby, Christopher: Hitler's Sky Warriors: German Paratroopers in Action, 1939-1945, page 12. Spellmount Limited, 2000.
3. 1 2 3 4  Ailsby, 16
4. 1 2  Ailsby, 18
5. 1 2  Ailsby, 21
6. 1 2 3 4  Ailsby, 22
7. 1 2  Ailsby, 26
8. ↑  沙漠之狐—隆美爾 隆美爾戰時文件 ISBN 957-677-451-9
9. 1 2 3 4 5 6 7  二次大戰的德國傘兵 Chris McNab著
10. ↑  .   [2021-05-18]. （原始内容存档于2023-05-31） （美国英语）.
11. ↑  Gentile, Carlo. . Torino: Einaudi. 2015. ISBN 978-88-06-21721-1. OCLC 915930985.
12. ↑  .   [2021-05-18]. （原始内容存档于2018-09-21） （美国英语）.
13. 1 2  希特勒的將領 Correlli Barnett著
14. ↑  Senich, Peter: The German Assault Rifle: 1935–1945, page 239. Paladin Press, 1987.
15. ↑  Miller, David: Fighting Men of World War II: Axis Forces : Uniforms, Equipment and Weapons, page 104. Stackpole Books, 2007.
16. ↑  .   [2010-02-01]. （原始内容存档于2009-06-06）.
17. ↑  PARACADUTISTI NEMBO（英文）

### 书籍
- Ailsby, Christopher. . Staplehurst, UK: Spellmount Limited. 2000. ISBN 1-86227-109-7.
- Chris, McNab. . 風格司藝術創作坊出版. 2009. ISBN 978-986-84713-9-9.

## 外部連結
- 美國對二戰空降獵兵的資料與報告 （页面存档备份，存于）
- 空降獵兵的武器與裝備 （页面存档备份，存于）
- hist2004 （页面存档备份，存于）
- 空降獵兵在東線作戰的資料 （页面存档备份，存于）
- GermanParatrooper.org
- The Frontline Association
- 二戰空降獵兵制服 （页面存档备份，存于）
- Fallschirmjager 1 Parachute Division （页面存档备份，存于） 關於第1空降獵兵師的資料
- Green Devils of Carentan